# Festival de la bière de Belgrade
 (octobre 2020).
Si vous disposez d'ouvrages ou d'articles de référence ou si vous connaissez des sites web de qualité traitant du thème abordé ici, merci de compléter l'article en donnant les références utiles à sa vérifiabilité et en les liant à la section « Notes et références ».

Le Festival de la bière de Belgrade (en serbe cyrillique Београдски фестивал пива et en serbe latin Beogradski festival piva) est une fête de la bière qui a lieu chaque année à Belgrade, la capitale de la Serbie. Elle se déroule à fin du mois d'août. Centré autour de la bière, le Festival, créé en 2003, organise des séances de dégustation, des concours de boisson mais aussi des concerts et des feux d'artifice. Il donne l'occasion de déguster de la bière serbe mais aussi des bières de marques internationales.

## Édition 2006
En 2006, il a rassemblé 550 000 participants ; un demi-million de litres de bière ont été consommés dans 35 stands répartis dans toute la ville. 30 marques étaient représentées.

## Édition 2007
En 2007, le Festival de la bière de Belgrade a eu lieu du 15 au 19 août.

## Édition 2008

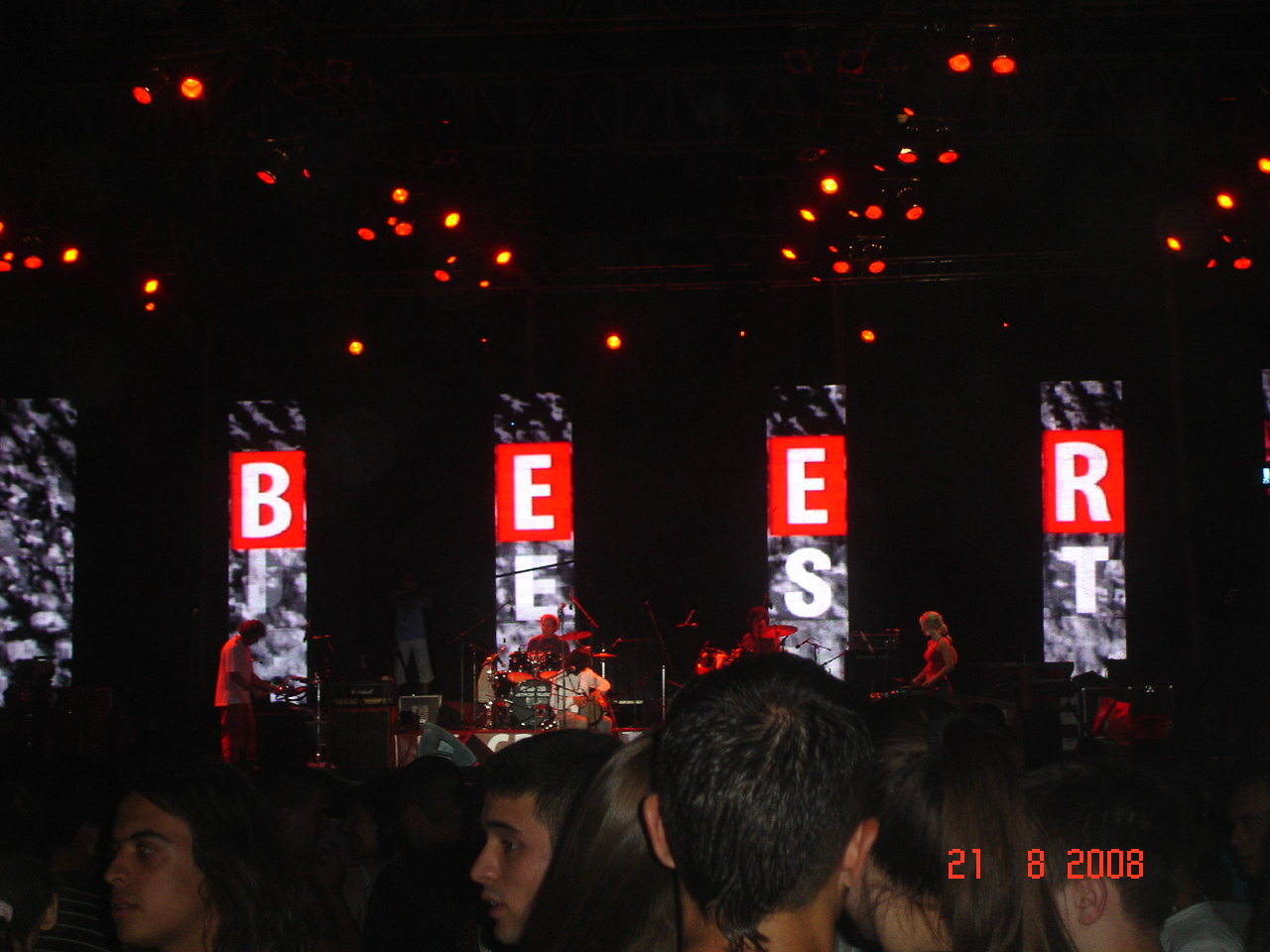
Festival de la bière 2008

Pour sa sixième édition, le Festival de la bière 2008 a eu lieu du 20 au 24 août. Il a été organisé par la « Beogradska Kulturna Mreža », le « Réseau culturel de Belgrade » (BKM), un organisme spécialisé dans la production et la réalisation de projets. De nombreuses brasseries et marques de bières, nationales ou internationales participaient à l'événement. Parmi les marques internationales, on peut citer des marques comme Tuborg, Holsten, Carlsberg, Amstel, Heineken ou encore Guinness, Stella Artois, Budweiser et Löwenbräu. De nombreuses marques serbes étaient également présentes à la manifestation, comme la Jelen Pivo, l'une des marques principales de la brasserie Apatinska pivara, Lav pivo ou Zaječarsko pivo.
De nombreux concerts étaient organisés en marge du Festival. On a pu, notamment, y entendre des artistes ou des groupes serbes comme Dragoljub Đuričić i bubnjari, Prljavi inspektor Blaža i Kljunovi, Louis, Kanda Kodža i Nebojša, Generacija 5, Memento, Block out, Galija ou encore Thimble, Goribor, Atheist rap, les Orthodox Celts, Darkwood Dub, Sunshine, Šmajser, Vrelo et Van Gogh. Beaucoup d'autres artistes venaient de Bosnie-Herzégovine, de Croatie, de Macédoine ou de Slovénie.